# 홍종찬
홍종찬은 대한민국의 텔레비전 프로듀서이다.

## 경력
- 지티스트

## 연출 작품
- 2007년 MBC 수목대기획 《태왕사신기》... 조연출
- 2008년 SBS 금요드라마 《비천무》... 조연출
- 2009년 MBC 주말미니시리즈 《탐나는도다》... 공동연출
- 2010년 SBS 드라마스페셜 《검사 프린세스》,,, 프로듀서
- 2011년 SBS 드라마스페셜 《시티헌터》... 프로듀서
- 2011년 ~ 2012년 JTBC 월화미니시리즈 《빠담빠담… 그와 그녀의 심장박동소리》... 공동연출
- 2013년 SBS 드라마스페셜 《주군의 태양》... 프로듀서
- 2014년 SBS 월화미니시리즈 《닥터 이방인》... 공동연출
- 2014년 드라마큐브 5부작 금요드라마 《시크릿 러브》... 공동연출
- 2014년 tvN 월화미니시리즈 《마이 시크릿 호텔》... 연출
- 2015년 네이버TV 9부작 목요드라마 《로스:타임:라이프》... 연출
- 2016년 tvN 금토미니시리즈 《디어 마이 프렌즈》... 연출
- 2017년 tvN 토일미니시리즈 《명불허전》... 연출
- 2017년 tvN 토일 4부작 드라마 《세상에서 가장 아름다운 이별》... 연출
- 2018년 JTBC 월화미니시리즈 《라이프》... 연출
- 2019년 tvN 수목미니시리즈 《그녀의 사생활》... 연출
- 2022년 넷플릭스 오리지널 드라마 《소년심판》... 연출
- 2022년 tvN 드라마 《링크:먹고 사랑하라, 죽이게》... 연출